# Podróż apostolska Jana Pawła II do Chorwacji (1994)
62. podróż apostolska Jana Pawła II – odbyła się 10–11 września 1994 roku. Papież odwiedził Chorwację.
Głównym celem wizyty w Chorwacji były obchody 900. rocznicy archidiecezji zagrzebskiej oraz przesłanie pokoju dla stron wojny w Bośni i Hercegowinie.
Zgodnie z ogłoszonymi w styczniu 1994 planami podczas pielgrzymki Jan Paweł II miał odwiedzić Sarajewo w Bośni i Hercegowinie, Belgrad w Serbii oraz Zagrzeb w Chorwacji. Wizyta w Belgradzie nie doszła do skutku ze względu na sprzeciw Serbskiego Kościoła Prawosławnego. Bezpośrednio przed jej rozpoczęciem odwołano pierwszy etap, który miał rozpocząć się 8 września w Sarajewie, ze względu na odmowę zapewnienia bezpieczeństwa przez władze Republiki Serbskiej, sprzeciw władz Bośni i Hercegowiny oraz nasilenie walk w mieście.

## Program pielgrzymki
Przebieg pielgrzymki był następujący:

### 10 września 1994
- powitanie przez arcybiskupa Zagrzebia Franjo Kuharicia, nuncjusza apostolskiego Giulio Einaudiego oraz prezydenta Chorwacji Franjo Tuđmana na lotnisku w Zagrzebiu
- spotkanie z 7000 zakonników, kapłanów oraz seminarzystów w katedrze Wniebowzięcia Najświętszej Maryi Panny w Zagrzebiu
- przewodniczenie nieszporom w katedrze Wniebowzięcia Najświętszej Maryi Panny w Zagrzebiu
- przekazanie relikwii św. Leopolda Mandicia w katedrze Wniebowzięcia Najświętszej Maryi Panny w Zagrzebiu
- modlitwa przy grobie kardynała Alojzija Stepinaca w katedrze Wniebowzięcia Najświętszej Maryi Panny w Zagrzebiu
- spotkanie z Konferencją Episkopatu Chorwacji

### 11 września 1994
- spotkanie z prezydentem Franjo Tuđmanem
- msza z udziałem 1 000 000 osób, z wydzielonym miejscem dla 3000 ofiar wojny, koncelebrowana przez 7 kardynałów (Franjo Kuharic, Angelo Sodano, Franciszek Macharski, Jean-Marie Lustiger, Joachim Meisner, László Paskai, Hans Hermann Groër) na hipodromie w Zagrzebiu
- poświęcenie nowego budynku nuncjatury apostolskiej
- pożegnanie z udziałem prezydenta Franjo Tuđmana na lotnisku w Zagrzebiu